# Erich von Drygalski
Erich Dagobert von Drygalski (Königsberg, Prússia, 9 de fevereiro de 1865 — Munique, 10 de janeiro de 1949) foi um cientista, geógrafo, geofísico e explorador alemão.
Entre 1882 e 1887, Drygalsk estudou matemática e ciências naturais nas universidades de Königsberg, Bonn, Berlim e Leipzig. Entre 1888 e 1891 foi assistente no Instituto Geodésico e no Escritório Central de Geodésica Internacional em Berlim.
Drygalski também liderou a primeira expedição alemã à Antártica para explorar áreas desconhecidas e foi o primeiro a reunir informações científicas abrangentes sobre a geologia a fauna e a flora das Ilhas Heard.
A partir de 1906 Drygalski foi professor em Munique e dirigiu o instituto geográfico criado por ele, além de ter participado na expedição de Ferdinand von Zeppelin ao arquipélago de Svalbard (1910) e em outras expedições à América do Norte e à Ásia.

## Expedição deGauss

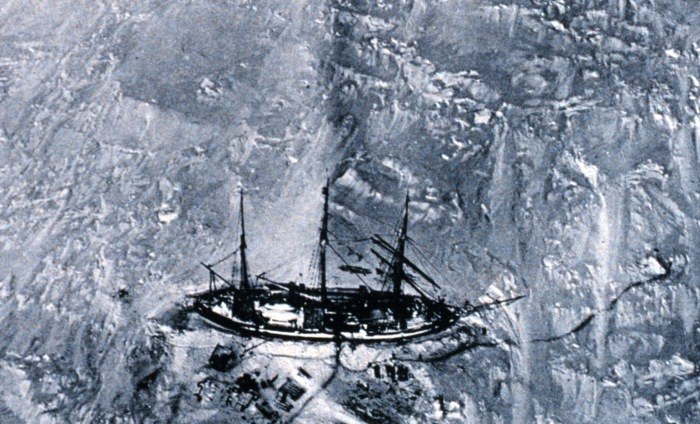
O Gauss encerrado no gelo. Foto tirada de um balão, a primeira fotografia aérea da Antártica

Drygalski liderou a primeira expedição polar sul alemã com o navio Gauss para explorar a área desconhecida da Antártica situada ao sul das Ilhas Kerguelen. A expedição começou em Kiel no verão de 1901. Um pequeno grupo da expedição também estava estacionado nas ilhas Kerguelen, enquanto o grupo principal seguia para o sul. Drygalski também fez uma breve ligação para a Ilha Heard e forneceu as primeiras informações científicas abrangentes sobre a geologia, a flora e a fauna da ilha. Apesar de ficar presa pelo gelo por quase quatorze meses até fevereiro de 1903, a expedição descobriu um novo território na Antártida, a Terra Kaiser Wilhelm IIcom o Gaussberg. A expedição voltou a Kiel em novembro de 1903. Posteriormente, Drygalski escreveu a narrativa da expedição e editou os volumosos dados científicos. Entre 1905 e 1931, ele publicou vinte volumes e dois atlas documentando a expedição e foi premiado com o 1933 com a Medalha de Ouro Patrono da Royal Geographical Society.

## Anos posteriores
De outubro de 1906 até sua aposentadoria, Drygalski foi professor em Munique, onde também presidiu o Instituto Geográfico, por ele fundado, até sua morte. Em 1910, ele também participou da expedição do Conde Ferdinand von Zeppelin a Spitsbergen e participou de outras expedições à América do Norte e nordeste da Ásia. Ele morreu em 1949 em Munique.

## Homenagens
A ilha Drygalski, o fiorde Drygalski na Geórgia do Sul e uma avenida na parte sul de Munique receberam o nome dele, assim como a cratera Drygalski na lua. Duas geleiras, incluindo a geleira Drygalski (Antártica) e a geleira Drygalski (Tanzânia) nas encostas do Monte Kilimanjaro também receberam o nome dele. Um arquivo na Ludwig Maximilians University lembra seus esforços pioneiros. Ele também tem uma aranha sul-africana com o seu nome, Araneus drygalskii (Strand, 1909), com base no material coletado na expedição de Gauss.

## Obras
- Grönland-Expedition der Gesellschaft für Erdkunde zu Berlin 1891-1893, 2 tomos., Kühl, Berlim 1897
- Deutsche Südpolar-Expedition 1901–1903 im Auftrage des Reichsamtes des Innern., 20 tomos e 2 Atlas. Berlim, 1905–1931
- Zum Kontinent des eisigen Südens, Verlag Georg Reimer, Berlim, 1904